# 은하수
은하수(銀河水, 영어: milky way, 라틴어: via lactea)는 태양계가 속해있는 은하(우리 은하)이다. 국부 은하군의 일부인 막대나선은하로, 우주에 있는 약 2조 개의 은하 가운데 하나이다. 고유어로는 미리내, 한자로는 은한(銀漢), 운한(雲漢), 우한(牛漢)이라고도 한다.

## 지구에서 보이는 모습
은하의 나선 팔 중 하나에 있는 지구의 위치에서 볼 때, 은하수는 밤하늘에 천구를 아치형으로 가로지르는 흰 빛의 흐릿한 띠 모양으로 보인다. 그 빛은 별과 은하면 안에 있는 다른 물질들로부터 유래한다.
은하의 면은 황도에 약 60° 기울어져 있고, 은하 북극은 적경 12h 49m, 적위 +27.4°로 beta Comae Berenices 근처에 위치한다. 은하 남극은 alpha Sculptoris 근처이다.
은하의 중심은 궁수자리 방향에 위치하고, 이곳이 은하가 가장 밝게 보이는 곳이다.
천구의 적도에 관하여, 은하 북쪽으로 카시오페이아 별자리까지, 남쪽으로 남십자자리 정도까지 지난다. 또 궁수자리에서 서쪽으로 전갈자리, 제단자리, 직각자자리, 남쪽삼각형자리, 컴퍼스자리, 센타우루스자리, 파리자리, 남십자자리, 용골자리, 돛자리, 고물자리, 큰개자리, 외뿔소자리, 오리온자리, 그리고 쌍둥이자리, 황소자리, 마차부자리, 페르세우스자리, 안드로메다자리, 카시오페이아자리, 세페우스자리, 도마뱀자리, 백조자리, 여우자리, 화살자리, 독수리자리, 뱀주인자리, 방패자리를 지난다.
은하수가 밤하늘을 거의 동등한 두 반구로 나눈다는 사실은 태양계가 은하면에 가까이 있다는 것을 나타낸다.
그리고 은하수는 비교적 낮은 표면 광도를 갖는데, 은하의 원반을 채우고 있는 성간 물질 때문이고 이것은 우리가 밝은 은하 중심을 보는 것을 힘들게 한다. 따라서 광공해가 있는 어떤 도시나 교외 지역에서 보기 힘들다.

## 파노라마

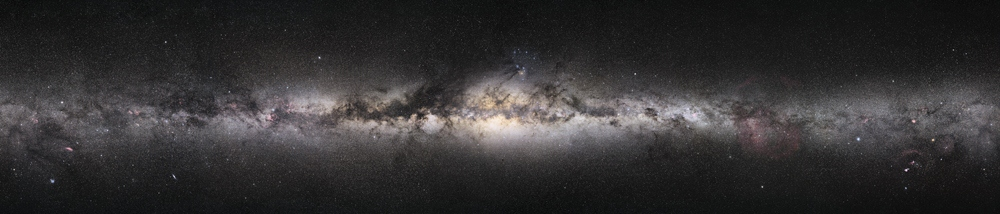
은하의 360° 파노라마.
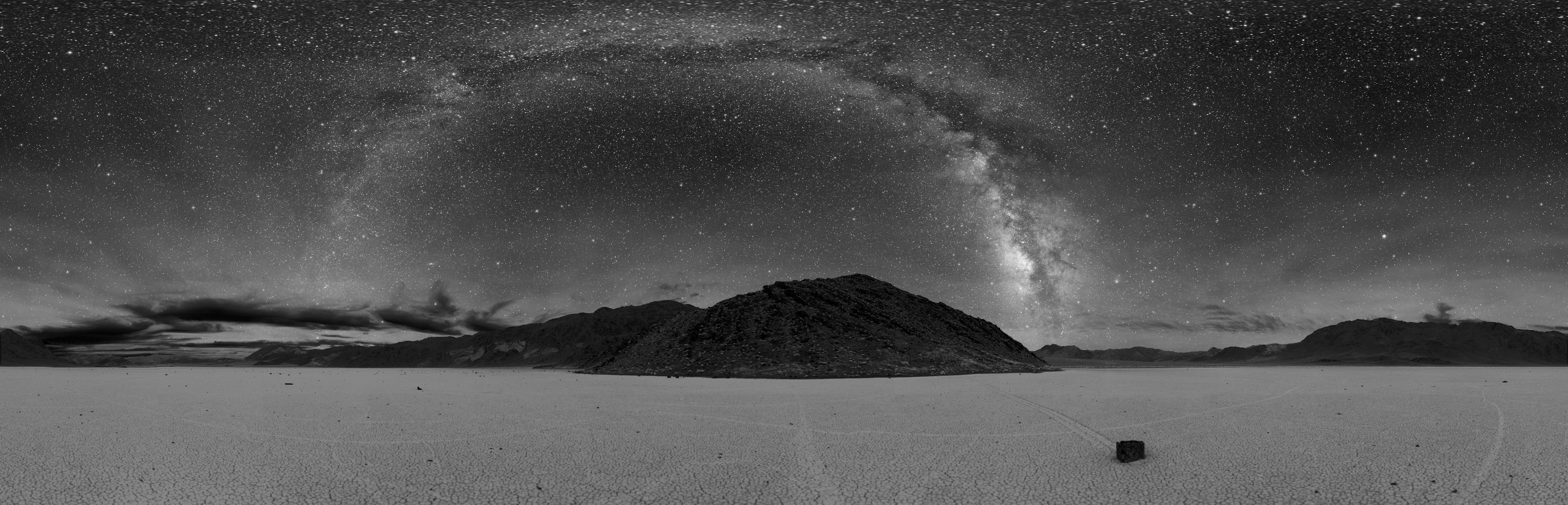
미국 죽음의 계곡에서 본 은하수의 파노라마, 2005.
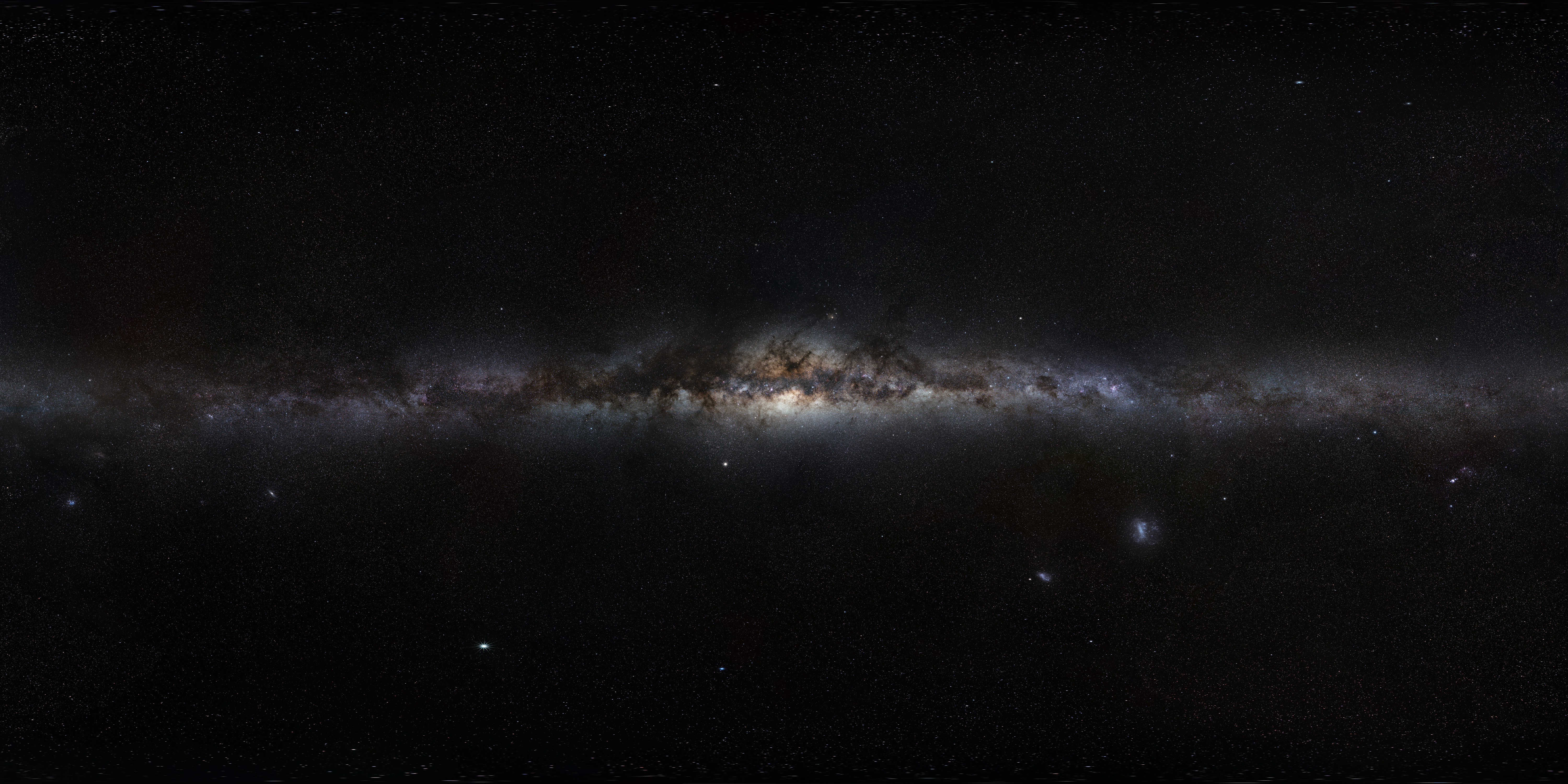
지구에서 본 우리 은하수의 면은 빛나는 띠 모양이다.
ESO의 초거대망원경이 있는 Paranal 관측소에서의 밤하늘 360° 파노라마. 호를 그리고 있는 것이 은하수이다. 사진은 이른 아침 시간에 총 약 30분의 노출시간을 준 37개의 프레임으로 얻은 것이다. 달이 막 떠오르고, 황도광이 그 위에 빛난다. 한편, 은하수가 관측소 맞은편 하늘을 가로질러 뻗어있다.

## 물리적 크기

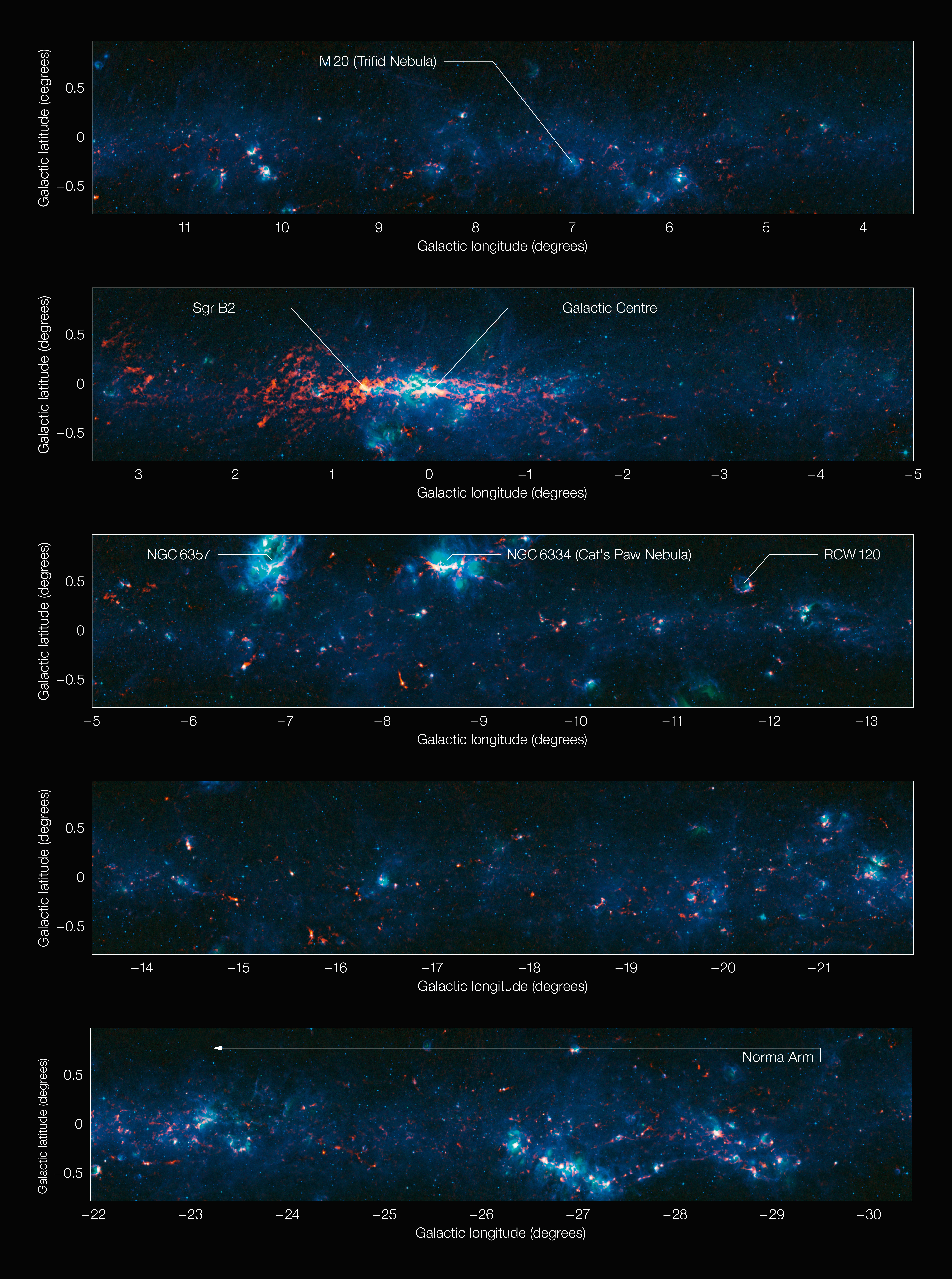
ATLASGAL로 본 은하 면.

은하수의 원반은 직경이 약 100,000 광년이고, 평균적으로 약 1,000광년 두께이다.
최소 2천억에서 4천억개 까지의 별들이 있는 것으로 추정된다. 아주 작은 별들의 수 때문에 정확한 수는 알 수 없지만 이것은 이웃한 안드로메다 은하에 1조개의 별들이 있는 것과 비교될 수 있다.
원반은 날카로운 모서리를 갖지 않고, 반경을 벗어난 곳에는 별들이 없다. 더 정확히 말하자면, 별들의 수는 은하의 중심에서 멀어질수록 조금씩 줄어든다. 반경에서 약 40,000 광년을 넘어서면, 별들의 수는 훨씬 더 빠르게 줄어든다. 그 정확한 이유는 아직 알려지지 않았다.
원반 주위에는 훨씬 두꺼운 가스층이 있다. 최근의 관측들은 우리 은하의 가스층이 약 12,000 광년의 두께로 있다는 것을 보여준다.
상대적인 물리적 크기로 비교하면, 우리 은하의 직경이 10m라면 오르트 구름을 포함한 태양계의 폭은 0.1mm 이하일 것이다.

## 나이

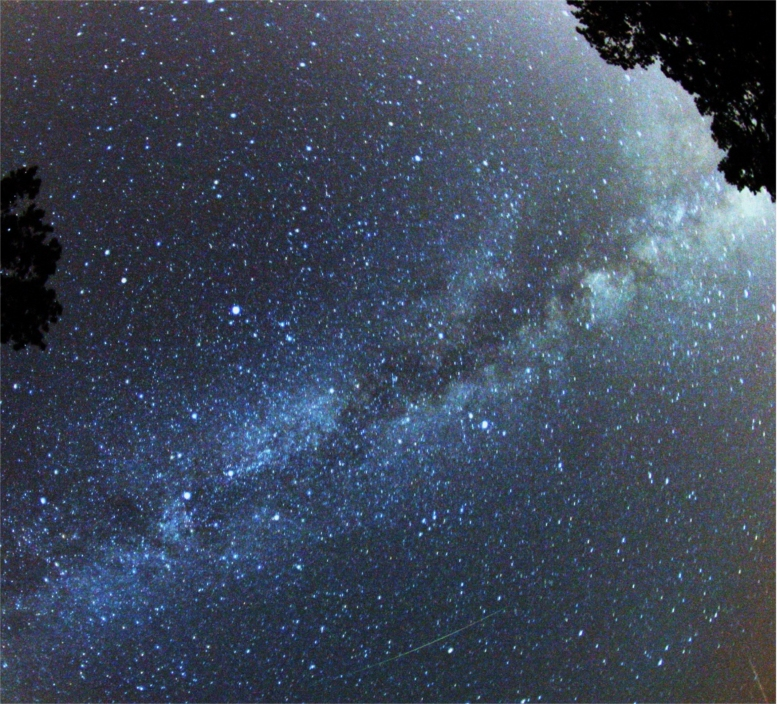
2007년 8월, 페르세우스 유성이 하늘을 가로질러 은하수 바로 아래에 줄무늬를 이루고 있다.

2007년, 은하무리에 있는 별 HE 1523-0901의 나이가 우주의 나이와 거의 비슷한 약 132억년인 것으로 추정되었다. 그 당시 은하수에서 가장 오래된 별로 알려졌기 때문에, 그것은 은하수의 나이에 한계를 주었다.
별의 나이는 토륨과 다른 성분들에 의해 만들어진 스펙트럼선들의 상대적인 힘을 측정하기 위해 초거대 망원경의 자외선 분광기를 사용하여 추측한다. 선의 힘은 여러 가지 다양한 동위원소를 만들어내는데, 그것들로부터 핵우주 연대학을 사용하여 별의 나이를 짐작하는 것이다.
은하의 얇은 원반면에 있는 별들의 나이는 HE 1523-0901와 같은 방법으로 추정될 수 있다. 별들의 나이 측정을 통해 얇은 은하면이 약 88억 년에서 17억 년 사이에 만들어졌음을 알 수 있었다. 또 은하헤일로와 얇은 원반면의 형성 사이에 약 5억년의 틈이 있었다는 것도 알 수 있었다.

## 구성성분과 구조

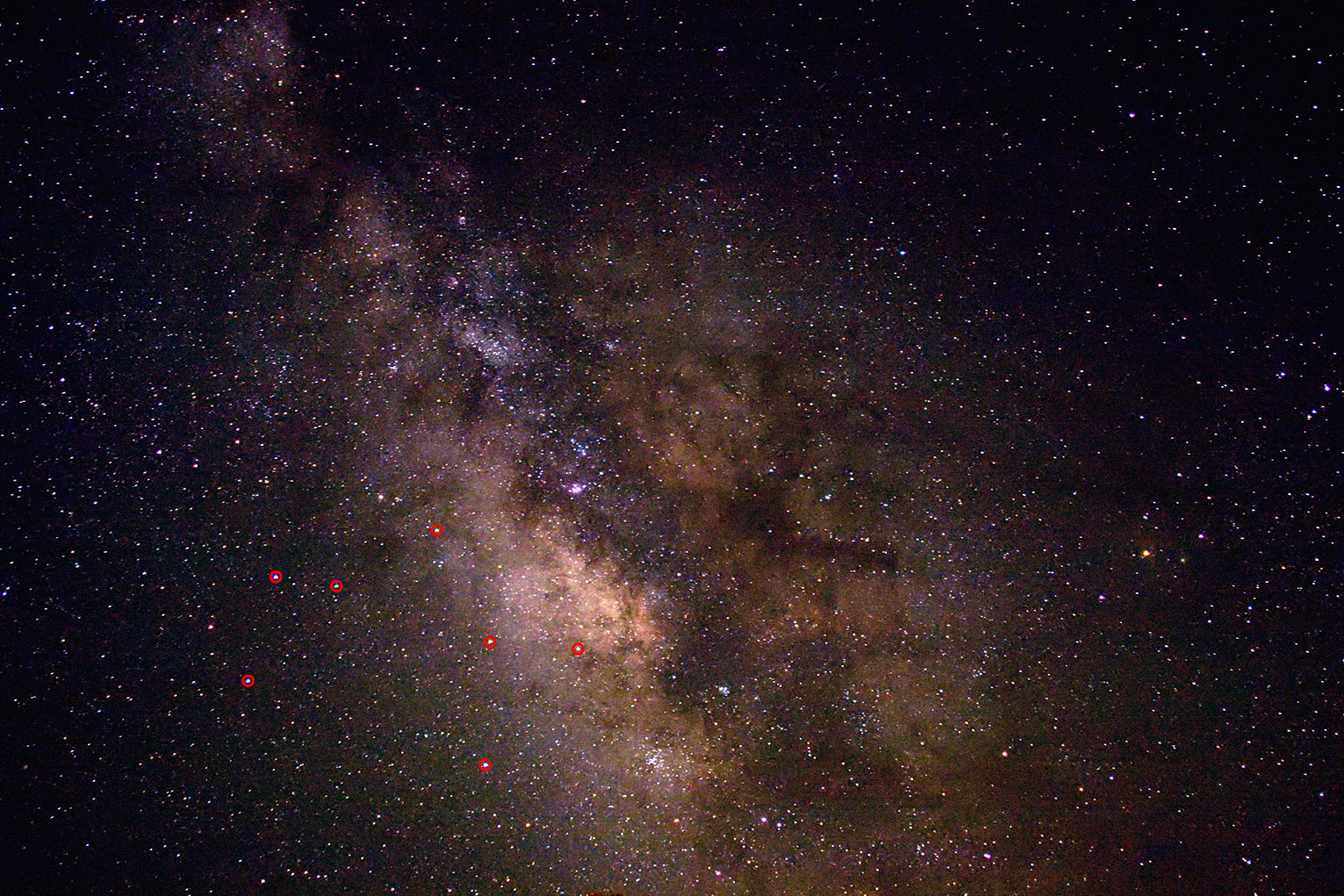
궁수자리 방향의 은하중심. 궁수자리의 주요 별들은 붉은 색으로 나타난다.

은하수의 중심부는 막대 모양이고, 그 주위는 가스와 먼지, 그리고 바깥쪽으로 네 개의 뚜렷한 나선 팔 구조를 이루는 별들로 뒤덮여있다. 이는 허블 분류에서 팔이 비교적 헐겁게 감긴 나선 은하인 Sbc와 거의 유사하다. 천문학자들은 1990년대에 은하수가 보통의 나선 은하가 아니라 막대나선은하라고 처음 의심하기 시작했다. 그들의 생각은 2005년, 은하의 중심 막대가 이전에 생각했던 것보다 더 크다는 것을 보여준 스피처 우주 망원경 관측에 의해 증명되었다.
은하수의 질량은 측정 방법과 사용된 데이터에 따라 차이가 난다. 최근의 측정 결과 은하수의 질량은 안드로메다은하 보다 약간 더 작게, 태양의 질량(M☉)의 5.8 × 1011배로 나왔다.
또 VLBA로 관측한 결과, 은하수 가장자리의 별들이 이전에 알려졌던 220 km/s 보다 더 빠른 254 km/s의 속도를 갖는다는 것을 알아냈다. 궤도 속도가 에워싸인 질량에 의존하기 때문에, 이것은 은하수가 더 거대하고, 태양 질량의 7 × 1011 배인 안드로메다은하와 거의 질량이 같음을 의미한다.
은하 질량의 대부분은 암흑 물질이 차지한다. 이 암흑물질들은 은하의 중심에서 100kiloparsecs 넘도록 비교적 균등하게 뻗어있는 암흑물질헤일로를 이룬다.
전체 은하의 총 질량은 태양 질량의 약 6천억에서 1조배 사이이고, 약 2천억에서 4천억개의 별들이 포함되어있는 것으로 추정된다. 또 그것들이 모두 합쳐진 완전한 실시 등급은 -20.9등급으로 생각된다.

### 은하의 중심

관측된 은하의 나선 팔 구조. 태양계는 오리온 팔에 위치한다.

은하의 중심에서 바깥쪽으로 돌출된 은하의 원반은 70,000광년에서 100,000광년 사이의 지름을 갖는다. 예전에는 태양이 중심부에서 약 25,000광년만큼 떨어져있을 수 있다고 생각했으나, 현재에는 태양에서 은하 중심까지의 거리를 26,000 ± 1,400 광년으로 본다.
은하의 중심은 매우 큰 질량의 조밀한 물질들로 되어있으며 초대질량 블랙홀을 지니고 있다. 대부분의 은하들이 중심부에 초대질량 블랙홀을 가진다.
은하의 막대는 약 27,000광년 길이이고, 태양과 은하의 중심을 잇는 선에 44 ± 10°의 각도로 중심을 지난다. 그리고 주로 나이든 붉은 별들로 이루어져 있다.

### 나선 팔
| Color                                                    | Arm(s)                                                        |
| -------------------------------------------------------- | ------------------------------------------------------------- |
| cyan                                                     | 3-kpc and Perseus Arm                                         |
| purple                                                   | Norma and Outer arm (Along with a newly discovered extension) |
| green                                                    | Scutum-Crux Arm                                               |
| pink                                                     | Carina and Sagittarius Arm                                    |
| There are at least two smaller arms or spurs, including: |                                                               |
| orange                                                   | Orion-Cygnus arm (which contains the Sun and Solar System)    |

관측되고 추론된 나선 팔의 구조.

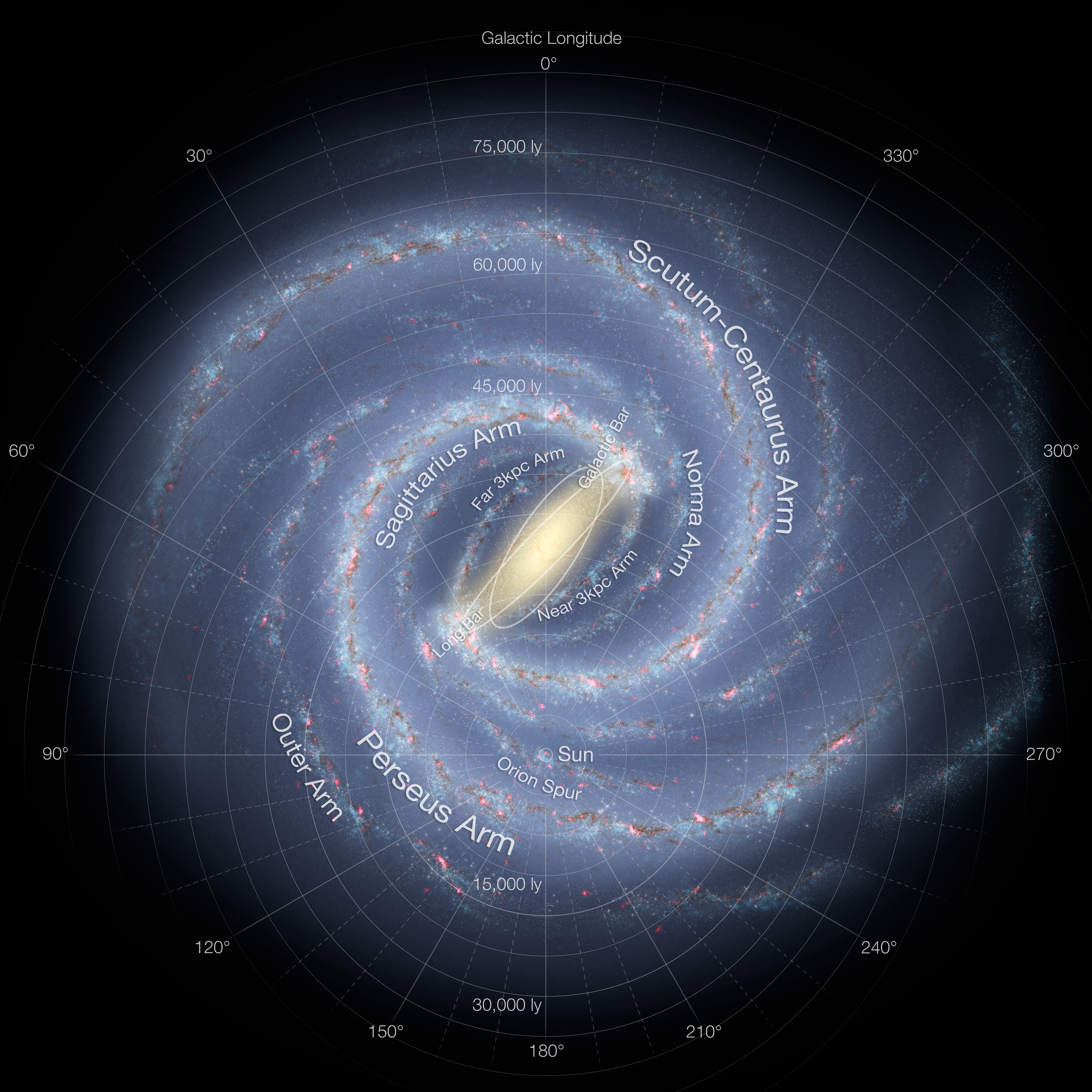
2개의 주요 팔과 막대를 갖는 형태.

각 나선 팔은 약 12pitch의 로그 나사선 형태를 그린다. 최근까지 은하 중심 부근에서 시작하는 주요 나선 팔이 네 개 있다고 알려졌었다. 네 개의 팔들의 이름은 위 쪽 그림을 근거로, 표에 나온 것과 같다. 그런데 2008년, Wisconsin-Whitewater 대학의 Robert Benjamin의 관측 결과에 따르면 우리 은하는 2개의 주요 팔(the Perseus arm, the Scutum-Centaurus arm)을 가지고 있었다. 나머지는 작거나 부가적인 팔이다. 이것은 우리 은하가 NGC 1365와 비슷한 모양임을 의미한다.
주요 나선 팔의 바깥쪽은 외뿔소자리 고리(the Monoceros Ring)이다. 이것은 천문학자 Brian Yanny와 Heidi Jo Newberg에 의해 제안 되었으며, 수십 억 년 전에 다른 은하들로부터 뜯어져 나온 가스와 별들로 이루어진 고리이다.
우리 은하에서 질량의 분배는 역시 전형적이어서 대부분의 별들의 궤도 속도는 중심에서부터의 거리에 많이 의존하지 않는다. 중심 돌출부나 바깥의 가장자리에서 떨어진, 일반적인 별들의 속도는 210~240 km/s 사이이다. 이런 이유로 보통의 별의 궤도 주기는 오직 지나는 길의 길이에 정비례 한다. 이것은 태양계 안에서와는 사뭇 다른 상황이다. 태양계에서는 이체의 중력 역학이 지배하고 서로 다른 궤도가 그것들과 관련되어 상당히 다른 속도를 가질 것으로 기대된다. 이 차이점은 암흑물질의 존재에 대한 중요한 증거 중 하나이다.
또 다른 흥미로운 양상은 나선팔의 "wind-up problem"라 불리는 것이다. 만약 팔의 안쪽 부분이 바깥 부분보다 더 빠르게 회전한다면, 은하는 소용돌이쳐서 나선 구조가 옅어질 것이다. 그러나 이것은 나선 은하에서 관측되는 것과 다르다. 대신, 천문학자들은 나선 패턴이 은하 중심에서 나오는 밀도 파동이라고 말한다. 이것은 차들이 모두 움직이지만 항상 늦게 움직이는 차들의 지역이 있는, 고속 국도에서의 교통 체증과 비교될 수 있다. 이 모델은 또한 나선 팔 안이나 그 근처의 강화된 별들에 동의하는데, 압축파가 분자 수소의 밀도를 증가 시키고, 그 결과 원시성들이 생긴다.

### 헤일로
은하의 원반은 나이든 별들과 구상성단으로 된 회전타원체 헤일로로 둘러싸여있다. 회전타원체 헤일로의 90%는 100,000광년 이내에 있고, 헤일로 지름은 대략 200,000광년이다. 그러나 PAL 4나 AM1 같은 몇몇 구상성단은 은하 중심에서 약 200,000광년 보다 더 떨어진 먼 곳에서 발견된다. 이 성단들의 약 40%는 우리 은하 회전의 반대 방향으로 움직이는 역행 궤도에 있다. 구상성단은 행성의 타원궤도와 대조적으로, 은하에 대해 장미 궤도(rosette orbits)를 따를 수 있다.
원반이 어떤 파장에서 시야를 보기 어렵게 하는 가스와 먼지를 함유하는 반면, 회전타원체 구성물은 그렇지 않다. 활동적인 별의 형성은 원반, 특히 고밀도 지역인 나선 팔 안에서 잘 일어난다. 하지만 헤일로 안에서는 일어나지 않는다. 산개성단 또한 원반에서 주로 발생한다.
최근의 발견들은 우리은하계의 구조에 대한 지식을 더한다. 안드로메다은하(M31)의 원반이 이전에 생각했던 것보다 훨씬 더 멀리 뻗어있다는 발견과 함께, 우리은하의 원반도 더 멀리까지 뻗어있을 수 있다는 가능성이 제기되었다. 그리고 이것은 최근 백조 팔(Cygnus Arm) 바깥의 연장된 팔을 발견함으로써 뒷받침되었다. 궁수자리 왜소 타원은하의 발견과 함께, 그것과 우리은하와의 상호작용으로 생성된 은하 파편의 띠를 발견하였다. 유사하게, 큰개자리 왜소 은하의 발견과 함께, 우리은하와의 상호작용으로 만들어진 은하 파편의 고리가 은하 원반을 둘러싼다는 것을 알아냈다.

### 태양계의 위치와 주변
태양계는 은하의 오리온 팔의 안쪽 테 가까이에 있다. 태양은 현재 은하 원반의 중심 면에서 5~30파섹 떨어져있다. 그 부분의 팔과 옆에 뻗어있는 팔인 페르세우스 팔 사이의 거리는 약 6,500광년이다. 태양, 그러니까 태양계는 은하 생명체 거주 가능 지역에 있다.
태양에서 대략 15파섹 이내에, 절대 등급 8.5보다 더 밝은 약 208개의 별들이 있다. 이런 별들은 세 제곱 파섹 당 0.0147 혹은 세 제곱 광년 당 0.000424 밀도를 보인다. 반면에, 태양에서 약 5파섹 이내의 거리에는, 알려진 별들이 64여개 있다. 이들은 세 제곱 파섹 당 0.122 또는 세 제곱 광년 당 0.00352의 밀도를 보인다. 이것은 대부분의 별들이 절대 등급 +8.5보다 덜 밝다는 사실을 분명히 보여준다.
태양 향점은 태양이 우리은하에서 운동하고 있는 방향이다. 태양의 보통 이동 방향은 은하 중심의 방향에서 거의 60°에 있는 헤라클레스자리 근처 직녀성을 향한다.
태양의 궤도는 거의 타원이고, 은하 나선 팔과 균일하지 않은 질량 분포 때문에 섭동을 가진다고 생각된다. 게다가, 태양은 은하면과 비교하여 궤도에 대해 약 2.7배 상하로 진동한다. 이것은 간단한 조화 진동자가 감폭하는 기간 없이 작동하는 방법과 매우 유사하다. 이 진동은 종종 지구에서의 대멸종 기간과 동시에 일어난다. 짐작 인건데, 은하 면 가까이의 별들의 높은 밀도가 더 잦은 충돌 사건을 일으킨다.
태양계가 한 번 공전하는 데에는 2억 2천 5백만~2억 5천만년 정도 걸린다. 그래서 태양은 일생동안 20~25번 공전할 것으로 생각된다. 은하의 중심에 대한 태양계의 공전 속도는 약 220 km/s이다. 이 속도로, 태양계는 1 광년을 이동하는 데 대략 1,400년이 걸리고 1AU를 이동하는 데 약 8일이 걸린다.

## 환경

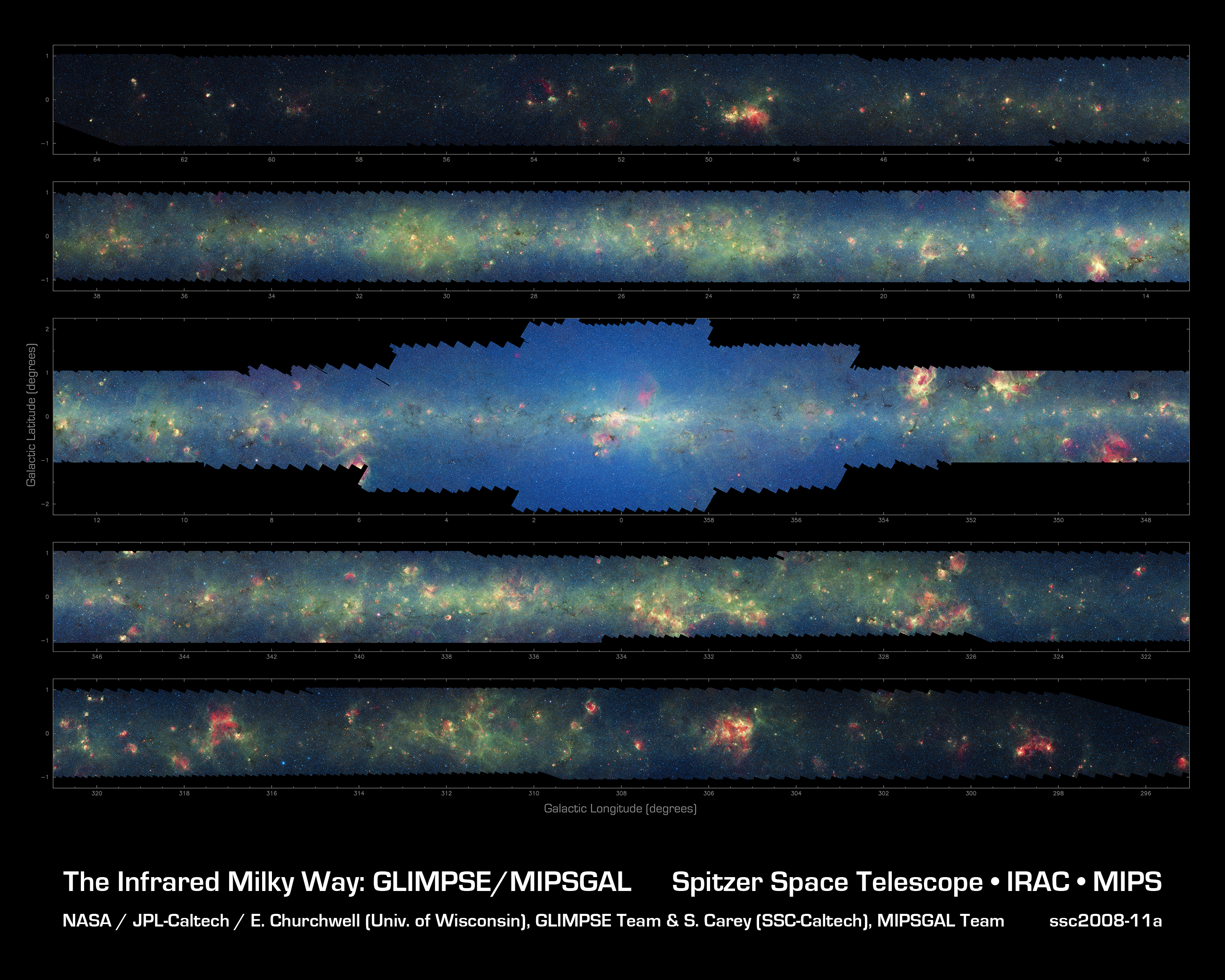
스피처 우주망원경을 통해 넓은 적외선으로 본 우리은하계의 모습. 800,000 이상의 프레임으로 얻은 사진으로, 가장 자세한 적외선 사진이다.

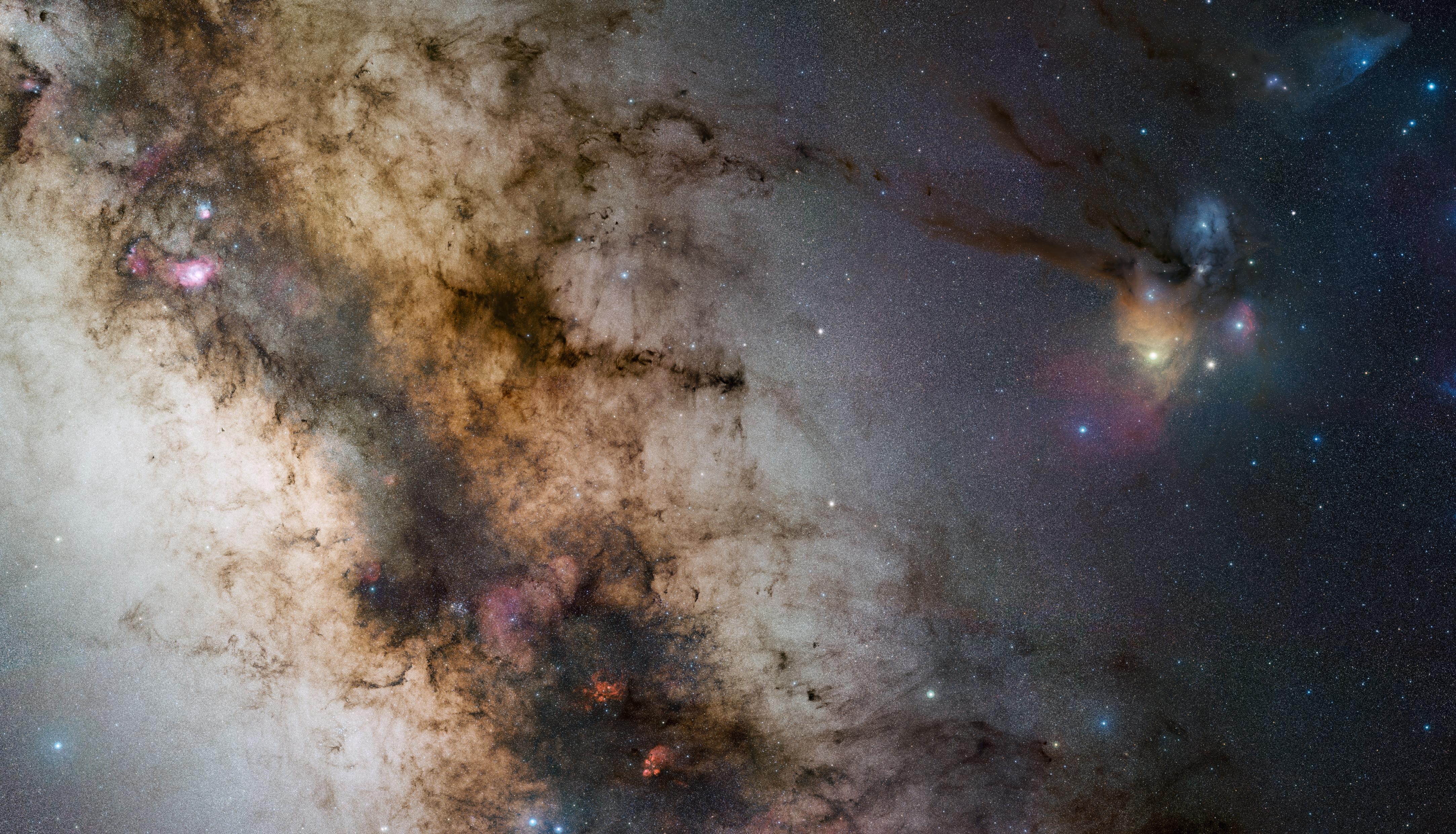
Paranal로 본 별들이 있는 은하수.

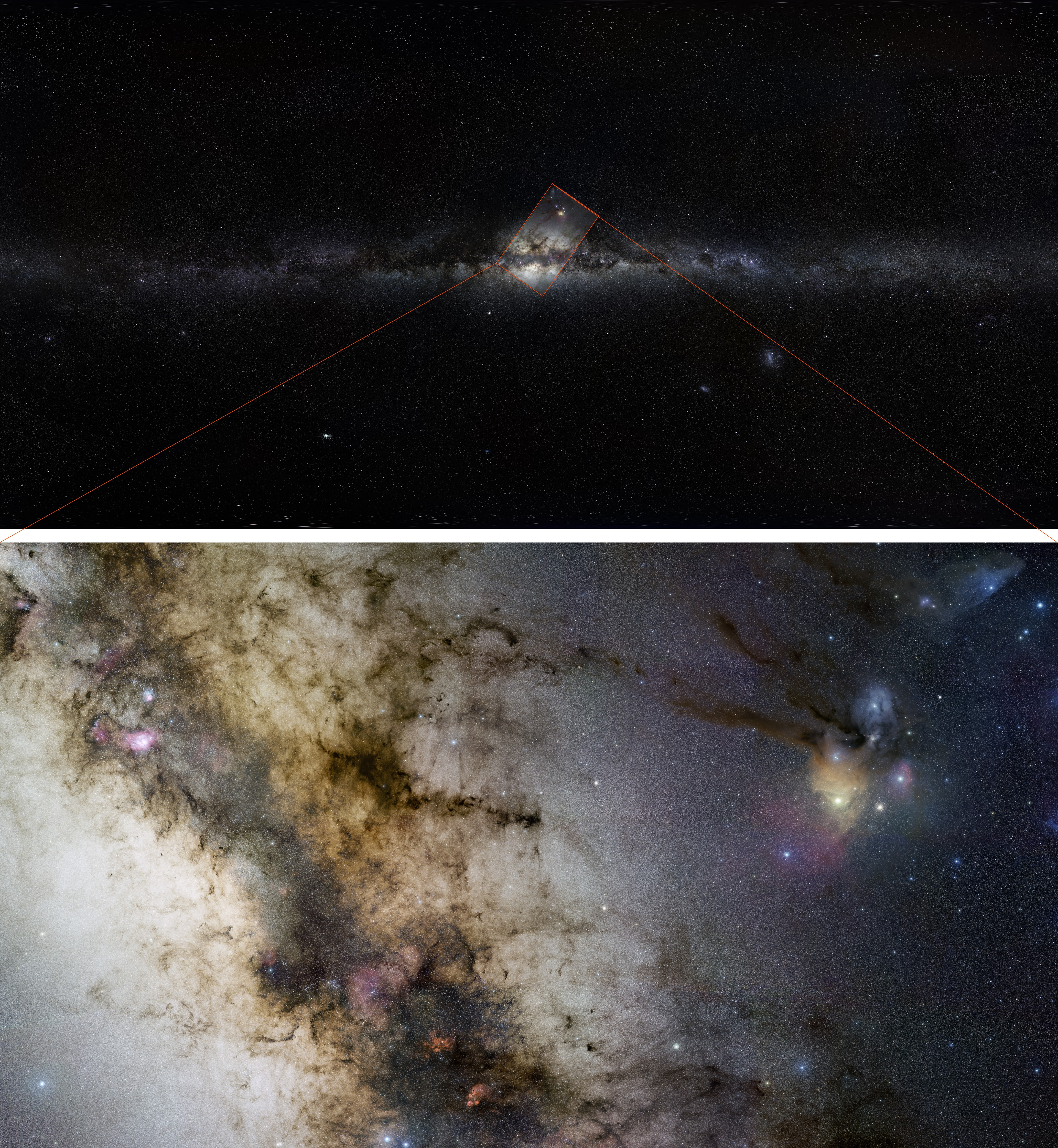
은하계의 나머지 부분과 비교한 별들이 많은 부분의 위치.

우리 은하와 안드로메다은하는 처녀자리 초은하 집단의 일부인 국부 은하군에 속하는 거대한 나선 은하 연성계이다. 국부 은하군에서 두 개의 더 작은 은하와 왜소 은하의 수는 우리 은하의 궤도를 돈다. 이들 중 가장 큰 것이 20,000광년의 지름을 갖는 대마젤란 운이다. 이것은 소 마젤란 운과 동지이다. 마젤란 흐름은 이 두 작은 은하를 연결하는 중성 수소 가스의 특이한 띠이다. 이 흐름은 우리 은하와의 조수의 상호작용에 의해 마젤란 운으로부터 나온 것으로 생각된다.
우리은하 궤도를 도는 왜소 은하들의 일부는 큰개자리 왜소 은하, 궁수자리 왜소 타원 은하, 작은곰자리 왜소 은하, 조각가자리 왜소 은하, 육분의자리 왜소 은하, 화로자리 왜소 은하, 그리고 사자자리I 왜소 은하이다. 가장 작은 우리은하 왜소 은하는 지름이 대략 500 광년에 불과하다. 용골자리 왜소 은하, 용자리 왜소 은하, 그리고 사자자리II 왜소 은하가 이에 포함된다. 동력학적으로 우리 은하에 묶여있는 여전히 발견되지 않은 왜소 은하들이 있을 수 있다. 게다가 일부는 오메가 센타우리처럼 이미 우리 은하에 흡수되었다. 회피대를 통과한 관측은 가깝고 먼 새로운 은하들을 자주 발견한다. 주로 가스와 먼지로 이루어진 일부 은하들은 지금까지 감지를 피해왔다.
2006년 1월, 연구원들은 이전까지 설명되지 못했던 우리 은하 원반의 휜 구조에 대해, 마젤란 운이 은하의 가장자리를 지날 때 만드는 특정한 주파수의 진동에 의한 것이라고 보고했다. 이전에는, 우리 은하 질량의 약 2%에 해당하는 이 두 은하계가 너무 작아서 우리 은하에 영향을 줄 수 없다고 생각했다. 그러나 암흑 물질을 고려하면, 이 두 은하의 움직임은 더 큰 우리 은하에 영향을 미치는 반류를 만든다. 암흑 물질을 고려해보면, 은하의 질량은 약 20배 증가한다. 이 계산은 매사추세츠 대학 애머스트캠퍼스의 Martin Weinberg가 만든 컴퓨터 모델에 따른 것이다. 이 모델에서 암흑 물질은 가스층을 있는 은하의 원반에서 널리 퍼져있다. 그 결과, 이 모델은 마젤란 운이 은하를 통과할 때 그것들의 중력 효과가 커지는 것을 예측한다.
안드로메다은하는 100~140 km/s의 속도로 우리에게 접근하고 있다. 우리 은하는 아마 30~40억 년 안에 그것과 충돌할지도 모른다. 그들이 충돌하면, 은하 내 각각의 별들이 충돌하지는 않는다. 하지만 대신 두 은하는 약 10억 년 후 합쳐져 하나의 타원 은하를 이룰 것이다.

## 속도

은하수의 회전 곡선. 수직 축은 은하 중심에 대한 회전 속도이고, 수평 축은 은하 중심으로부터의 거리이다. 태양은 노란 점으로 표시했다. 파란 선은 관측된 회전 속도 곡선이고, 빨간 선은 별의 질량과 가스를 고려하여 예측한 곡선이다. 차이는 암흑 물질이나 중력의 법칙에 대한 변화 때문이다.

물체의 속도는 아인슈타인의 특수 상대성 이론을 따르고, 이는 은하의 움직임을 이야기 할 때도 똑같이 적용된다.
천문학자들은 우리 은하가 약 630 km/s의 속도로 움직이고 있다고 믿는다. 만약 은하가 600 km/s로 움직이면, 지구는 하루에 약 5,184만km 움직이고 1년에 약 189억km 보다 더 이동한다. 이는 명왕성과 가장 가까울 때의 거리의 약 4.5배이다.
우리 은하는 거대 인력체의 방향으로 움직이고 있다. 국부 은하군은 처녀자리 은하단 근처에 중심이 있는 처녀자리 초은하단의 일부이다. 국부 은하군과 처녀자리 은하단 사이의 중력 작용이 은하의 속도에 영향을 미친다.
다른 기준은 우주배경복사(CMB)에 의해 제공된다. 우리 은하는 CMB 광자에 대해 약 552 km/s로 적경 10.5, 적위 -24° 쪽으로 움직이고 있다. 이 움직임은 우주 배경 탐사선(COBE) 같은 위성에 의해 관측된다.

## 문화 및 역사

### 명칭 및 어원
전 세계의 은하수에 대한 여러 이름과 그 기원, 관련된 창조 신화들을 설명한다.
한국에서는 ‘은하(銀河, 은빛의 강)’ 또는 ‘은하수(銀河水)’라는 명칭이 주로 쓰이며, 제주도에서는 ‘미리내’라고도 부른다. 중국을 비롯한 한자 문화권에서는 ‘은하수(銀河水)’ 외에도 ‘은한(銀漢)’, ‘천하(天河)’, ‘천한(天漢)’, ‘천황’ 등 다양한 명칭이 쓰인다. 일본에서는 ‘天の川(아마노 가와, 하늘의 강)’의 명칭이 쓰인다.
영어 이름은 ‘우유’에서 유래된 고대 그리스어 ‘Γαλαξίας’의 변형이다. 이 단어는 ‘Galaxy’의 어원이기도 하다. 그리스 신화에서는 은하수가, 헤라가 헤라클레스에게 우유를 먹이다가 우유를 쏟아서 만들어졌다고 설명하고 있다.
‘Galaxy’의 어원을 살펴보면, 그리스어로 은하를 뜻하는 ‘Γαλαξίας’에서 유래된 라틴어 ‘Via Lactea’에서 변형된 것이고, 지구에서 보이는 은하면에서 별들에 의해 만들어진 옅은 띠의 빛을 의미한다.
경우에 따라서는, 엄밀하게는 ‘Milky Way’라는 용어가 오로지 밤하늘에 은하가 이루는 빛의 띠만을 나타내고, 은하는 ‘Milky Way Galaxy’ 또는 간단히 ‘Galaxy’로 불러야 한다고도 하지만, 어떻게 이 관습이 넓게 퍼졌는지는 확실하지 않으며, ‘Milky Way’라는 용어는 일상적으로 양쪽의 맥락에서 사용된다.
산스 크리트어와 몇몇 다른 인도-아리아어로, 은하수는 ‘하늘의 갠지스 강(Akash Ganga)’으로 불린다. 은하수는 푸라나로 알려진 힌두교 성서에 여전히 신성하게 남아있다. 갠지스 강과 은하수를 서로 지상과 천체의 유사체로 여긴다. 힌두교 책에서 ‘Kshira(क्षीर, milk)’는 또한 은하수를 대신하는 이름으로 사용된다.
중앙아시아에서 아프리카까지 넓은 지역에서, 은하수에 대한 이름은 ‘짚(straw)’과 관련된다. 이것은 고대 아르메니아의 신화(‘Trail of the Straw Thief’)에서 유래되었다.
우랄어, 튀르크어, 우그리아어에서 은하수는 ‘새의 길(Birds' Path)’로 불린다. 이주하는 새들의 길이 은하수를 따라가는 것처럼 보이기 때문이다.
스웨덴에서는, 은하수 벨트의 별들이 언제 겨울이 올 지 예측하는 데 사용되었기 때문에 ‘겨울 길(Vintergatan)’로 불린다.
이베리아 반도 언어로, 은하수는 ‘Road of Saint James'로 번역된다.

### 발견

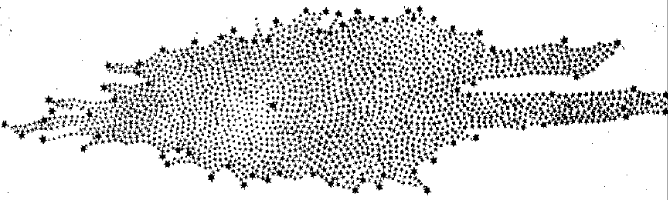
1785년 William Herschel이 별의 수로 추론한 은하수의 모양. 태양계는 중심 근처에 있는 것으로 생각했다.

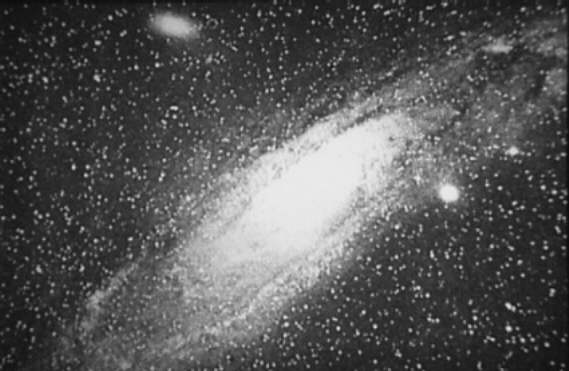
1899년에 찍은 'Great Andromeda Nebula' 사진. 후에 'Andromeda Galaxy'로 수정되었다.

아리스토텔레스(384-322 BC)가 저서 《기상학》을 통해 알려준 것과 같이, 그리스의 철학자 아낙 사고라스(ca. 500–428 BC)와 데모크리토스(450–370 BC)가 은하수가 멀리 있는 별들로 이루어져 있음을 제안했다. 그러나 아리스토텔레스 그 자신은 은하수가 서로 가까이 있는 거대한 별들의 폭발에 의해 만들어졌다고 믿었다. 그리고 그 폭발은 대기의 윗부분에서 일어나고 전 세계에서 하늘의 움직임과 함께 계속 된다고 생각했다.
아라비아 천문학자인 알하젠(965-1037 AD)은 은하수의 시차를 처음으로 관측하고 측정하려는 시도를 함으로써 이것을 반박하였다. 그리고 그는 은하수는 시차가 없는 것으로 보아, 지구에서 매우 멀고 대기권에 속하지 않는다고 결정 내렸다.
페르시아의 천문학자인 Abū Rayhān al-Bīrūnī(973-1048)는 은하계가 셀 수 없이 많은 성운 상 별들의 집합이라고 말했다.
그리고 안달 러시아의 천문학자 Avempace(d. 1138)는 은하수가 많은 별들로 이루어졌지만 지구 대기의 굴절 효과 때문에 연속적인 형상으로 보인다고 주장했다. 증거로 목성과 화성의 합을 관측한 것을 말하였다.
은하가 많은 별들로 이루어진 것에 대한 실제 증거는 1610년 갈릴레오 갈릴레이에 의해 나왔다. 그는 은하를 연구하기 위해 망원경을 사용했고, 그것이 무수히 많은 희미한 별들로 이루어져 있음을 확인했다.

## 같이 보기
- 은하 좌표계
- 우리 은하

## 추가 문헌
- Thorsten Dambeck in Sky and Telescope, "Gaia's Mission to the Milky Way", March 2008, p. 36–39.
- Cristina Chiappini, The Formation and Evolution of the Milky Way, American Scientist, November/December 2001, pp. 506-515